# Wagneriana grandicornis
Wagneriana grandicornis är en spindelart som beskrevs av Cândido Firmino de Mello-Leitão 1935. 
Wagneriana grandicornis ingår i släktet Wagneriana och familjen hjulspindlar. Inga underarter finns listade i Catalogue of Life.